# Бог вози Мерцедес
Бог вози Мерцедес је седми студијски албум рок групе Забрањено пушење објављен у децембру 2001. године у издању музичких издавачких кућа Менарт, ТЛН-Еуропа, Актив тајм и Нимфа саунд. Бог вози Мерцедес је најпродаванији послератни албум, продан у преко 40.000 хиљада примерака.

## Списак песама
Референца: Discogs
| №               | Назив                                   | Аутор(и)                   | Аранжман                            | Трајање |  |
| 1.              | Тигар из Кладња                         | Давор Сучић Руичи Сакамото | Сучић                               | 4:59    |  |
| 2.              | Карабаја                                | Сучић                      | Сучић Драгомир Херендић Бруно Урлић | 4:32    |  |
| 3.              | Дино                                    | Сучић                      | Сучић                               | 4:07    |  |
| 4.              | Лијепа Алма                             | Сучић                      | Херендић Урлић                      | 3:59    |  |
| 5.              | Бог вози Мерцедес                       | Сучић                      | Сучић Херендић                      | 4:41    |  |
| 6.              | Гентер                                  | Сучић                      |                                     | 5:58    |  |
| 7.              | Аризона дрим                            | Сучић                      | Сучић Херендић Урлић                | 4:47    |  |
| 8.              | Раја из школе                           | Сучић                      | Сучић Херендић                      | 3:35    |  |
| 9.              | Идол                                    | Сучић Мирко Срдић          | Сучић Урлић                         | 3:14    |  |
| 10.             | Почасна салва                           | Сучић Изет Сарајлић        | Сучић Херендић                      | 4:00    |  |
| 11.             | Шарено камење                           | Сучић                      | Сучић Урлић                         | 4:02    |  |
| 12.             | Сплитска принцеза - Интро (Бонус песма) | Сучић                      | Сучић                               | 0:40    |  |
| 13.             | Сплитска принцеза (Бонус песма)         | Сучић Срђан Велимировић    | Сучић Херендић                      | 4:04    |  |
| 14.             | Хаг (Бонус песма, само у мп3 формату)   | Сучић                      | Сучић                               | 3:01    |  |
| Укупно трајање: | Укупно трајање:                         | Укупно трајање:            | Укупно трајање:                     | 57:31   |  |

## Извођачи и сарадници
Пренето са омота албума.
| Забрањено пушење - Давор Сучић – вокал, акустична гитара - Драгомир Херендић "Драгиани" – акустична гитара, електрична гитара, хармоника, клавијатуре, шаргија - Бруно Урлић – виолина, виола, клавијатуре, пратећи вокал - Бранко Трајков – бубњеви, удараљке, пратећи вокал - Предраг Бобић – бас-гитара - Албин Јарић "Џими Раста" – удараљке Гостујући музичари - Зденка Ковачичек – вокал (песма бр. 5) - Иванка Мазуркијевић – вокал (улога конобарице) (песма бр. 7) - Ибрица Јусић – вокал (песма бр. 11) - командант Жарко Радић "Јастреб" – рецитовање (песма бр. 10) - Вања Алић – пратећи вокал (песма бр. 9) - Зоран Моро – вокал (улога репортера) (песма бр. 3) - Мирјана Холчек – пратећи вокал (песма бр. 9) - Трајко Симоновски "Таци" – фретлес бас-гитара (песме бр. 1, 6, 8) - Михаил Парушев "Мишко" – бубњеви (песме бр. 8, 14) - Маријан Јукић – саксофон - Томица Рукљић – труба - Шоги – хармоника (песма бр. 5) | Продукција - Давор Сучић – продукција - Драгомир Херендић "Драгиани" – програмирање, инжењеринг звука, миксање, продукција - Дарио Витез – извршна продукција - Јосип Кепе – инжењеринг звука - Зоран Швигир – мастеринг (Студио Шишмиш у Великој Горици, Хрватска) - Дражен Марковић – асистент снимања Дизајн - Дарио Витез – дизајн - Срђан Велимировић – дизајн - Саша Миџор – фотографија |